# 레알 베티스 페미나스
레알 베티스 발롬피에 페미나스(스페인어: Real Betis Balompié Féminas)는 세비야를 연고로 하는 스페인의 여자 축구 클럽이다. 현재 스페인의 여자 축구 리그인 리가 F에 참가하고 있다.
2011년에 레알 베티스가 세비야를 연고로 하던 여자 축구 클럽인 아사아르 CF(Azahar CF)를 인수하면서 레알 베티스 산하 여성팀으로 설립되었다. 2012-13 시즌부터 2015-16 시즌까지 세군다 디비시온 페메니나에 참가했으며, 2015-16 세군다 디비시온 페메니나 시즌에서 프리메라 디비시온 페메니나로 승격되었다.

## 같이 보기
- 레알 베티스